# Sári Barabás
Sári Barabásová (nepřechýleně Sári Barabás, 14. března 1914, Budapešť, Rakousko-Uhersko – 16. dubna 2012) byla maďarská operní pěvkyně – sopranistka.

## Život
Sári Barabásová byla koloraturní sopranistka. V dětství chtěla být tanečnicí, avšak po zranění se stala pěvkyní.
Zpívala v curyšské a později ve vídeňské opeře. V letech 1949–1971 zpívala v mnichovské opeře.
V roce 1956 se vdala za svého operního kolegu, německého tenoristu Franze Klarweina (1914–1991). Jeho dcera z prvního manželství, Michaela Klarweinová, je také zpěvačka a herečka.